# SMiLE.dk
Le SMiLE.dk sono un gruppo musicale bubblegum dance svedese in attività dal 1998.
Il primo singolo pubblicato dal gruppo fu Boys, un tributo all'omonima canzone cantata da Sabrina Salerno ma il vero successo arrivò con l'uscita del singolo Butterfly il quale venne usato sia nel videogioco musicale prodotto dalla Konami Dance Dance Revolution che come suoneria di molti telefoni giocattolo Made in China.
La loro discografia comprende 4 album in studio, 1 raccolta  e 9 singoli: il primo album Smile ottenne il disco d'oro in Giappone. Nel 1999 il gruppo ricevette il premio Best International girl group a Hong Kong.

## Formazione
Formazione attuale
- Veronica Almqvist (nata Veronica Larsson) - voce (1998-)
- Cecilia Reiskog - voce (2010-)

Ex componenti
- Nina Boquist - voce (1998)
- Malin Kernby - voce (1998-2008)
- Hanna Stockzell - voce (2008-2010)

## Discografia

### Album in studio
- 1998 - Smile
- 2000 - Future Girls
- 2002 - Golden Sky
- 2008 - Party Around the World'

### Raccolte
- 2001 - Smile Paradise

### Singoli
- 1997 - Boys
- 1997 - Coconut
- 1999 - Butterfly
- 2000 - Doo-Bee-Di-Boy
- 2008 - Doki Doki
- 2011 - Moshi Moshi
- 2015 - Our Little Corner
- 2016 - Koko Soko 2016
- 2023 - Butterfly (Aniversary)